# August-Bebel-Straße (Schwerin)

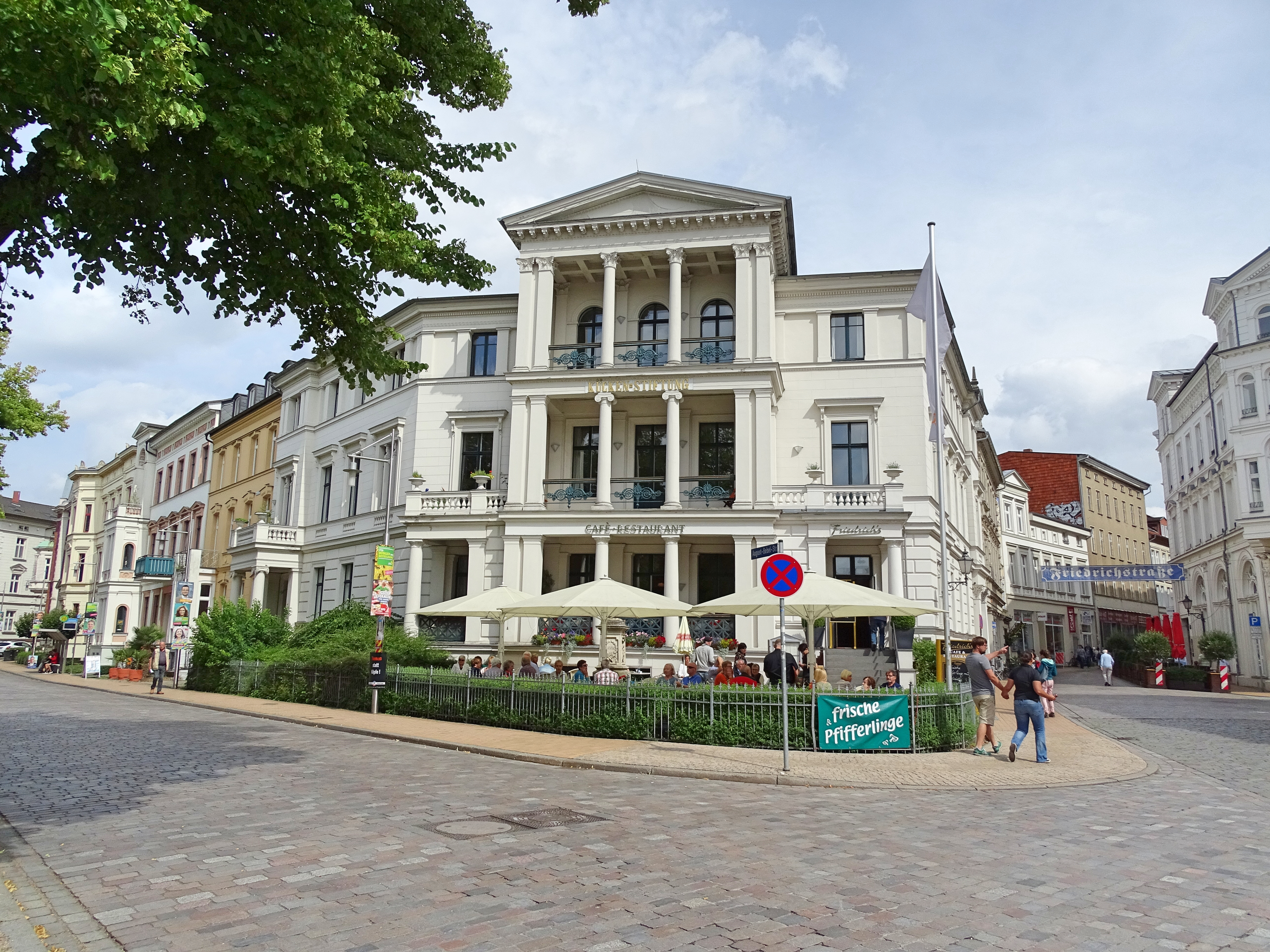
Nr. 1 bis 6

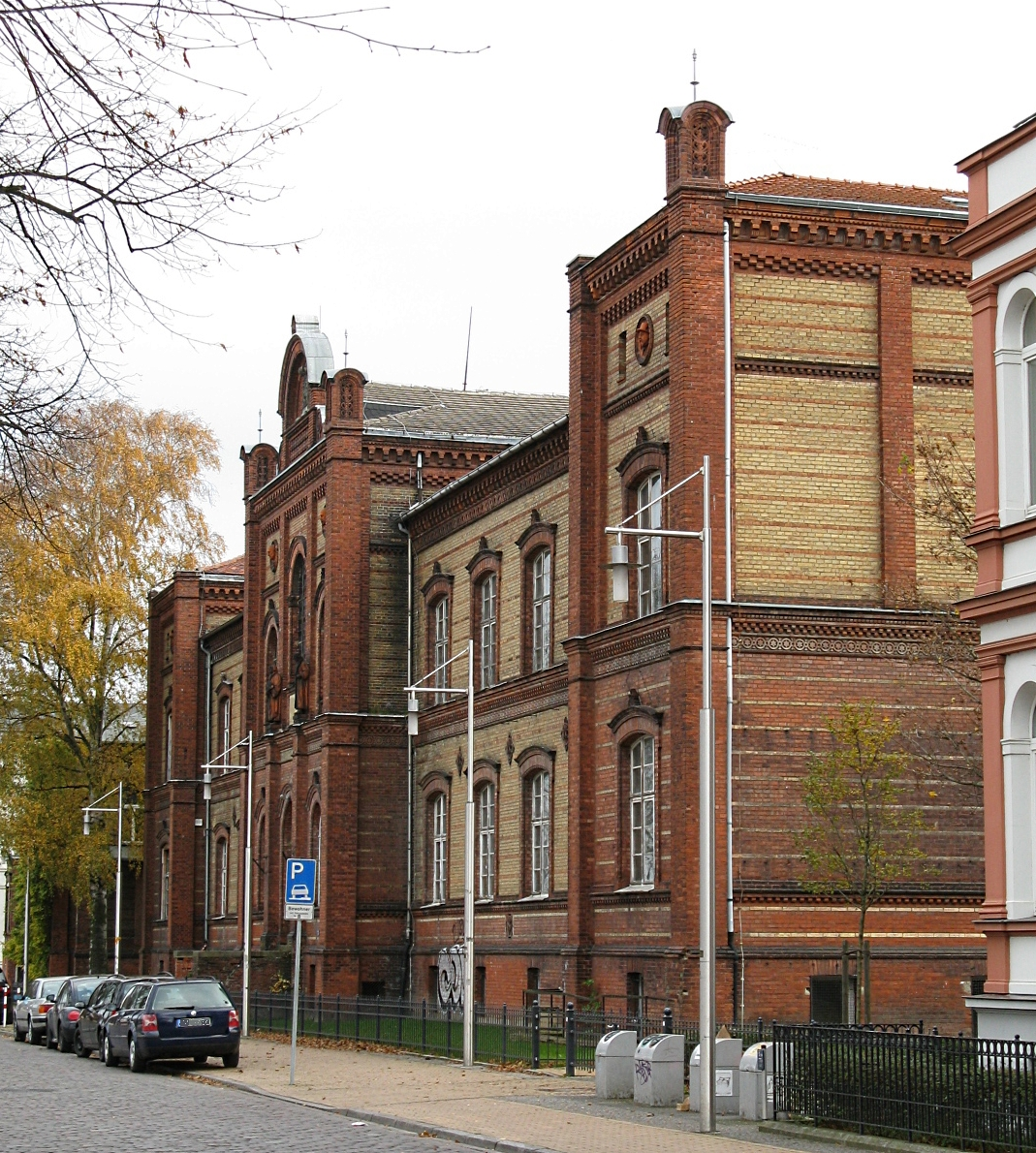
Nr. 11/12: Ehemaliges Fridericianum am Pfaffenteich

Die August-Bebel-Straße ist eine 700 Meter lange Straße in Schwerin, Stadtteil Schelfstadt. Sie führt in Süd-Nord-Richtung von der Arsenalstraße und Friedrichstraße vorbei am Pfaffenteich bis zum Spieltordamm und dem Schweinemarkt.

## Nebenstraßen
Die Neben- und Anschlussstraßen wurden benannt als Arsenalstraße nach dem Arsenal am Pfaffenteich, Friedrichstraße um 1840 nach dem Erbprinzen Friedrich, 1842 bis 1883 Großherzog von Mecklenburg Friedrich Franz II. (1823–1883) (davor Kütergang), Körnerstraße nach dem Dichter, Schriftsteller und Freiheitskämpfer Theodor Körner (1791–1813) (zuvor 1. Wasserstraße), Gaußstraße nach dem Mathematiker, Astronom, Geodät und Physiker Carl Friedrich Gauß (1777–1855) (zuvor 2. Wasserstraße), Röntgenstraße nach dem Physiker Wilhelm Conrad Röntgen (1845–1923) (zuvor 3. Wasserstraße), Apothekerstraße im 18. Jh. nach den Apothekergärten des altstädtischen Hofapothekers, Schweinemarkt (zuvor Pferdemarkt), Landreiterstraße nach den früheren Landreitern als Gendarmen oder auch Verwaltern im 17./18. Jahrhundert einer Landreiterei (Beritte; später Landräte und Kreise) und Spieltordamm nach dem mitteldeutschen Wort Spiel für Pfähle die hier am Damm um den Pfaffenteich zum Einsatz kamen und dem Spieltor als Wach- und Torschreiberhaus von 1710 bis 1816.

## Geschichte

### Name
Die Straße wurde nach 1945 benannt nach dem Politiker (SPD) August Bebel (1840–1913). Er war einer der Begründer der deutschen Sozialdemokratie und gilt bis in die Gegenwart als eine ihrer herausragenden historischen Persönlichkeiten. Bebel war von 1867 bis 1881 und 1883 bis zu seinem Tod Mitglied des Reichstags des Norddeutschen Bundes bzw. des Kaiserreichs.
Zuvor war sie als Marie Straße nach der Herzogin Marie zu Mecklenburg (1803–1862) benannt worden.

### Entwicklung

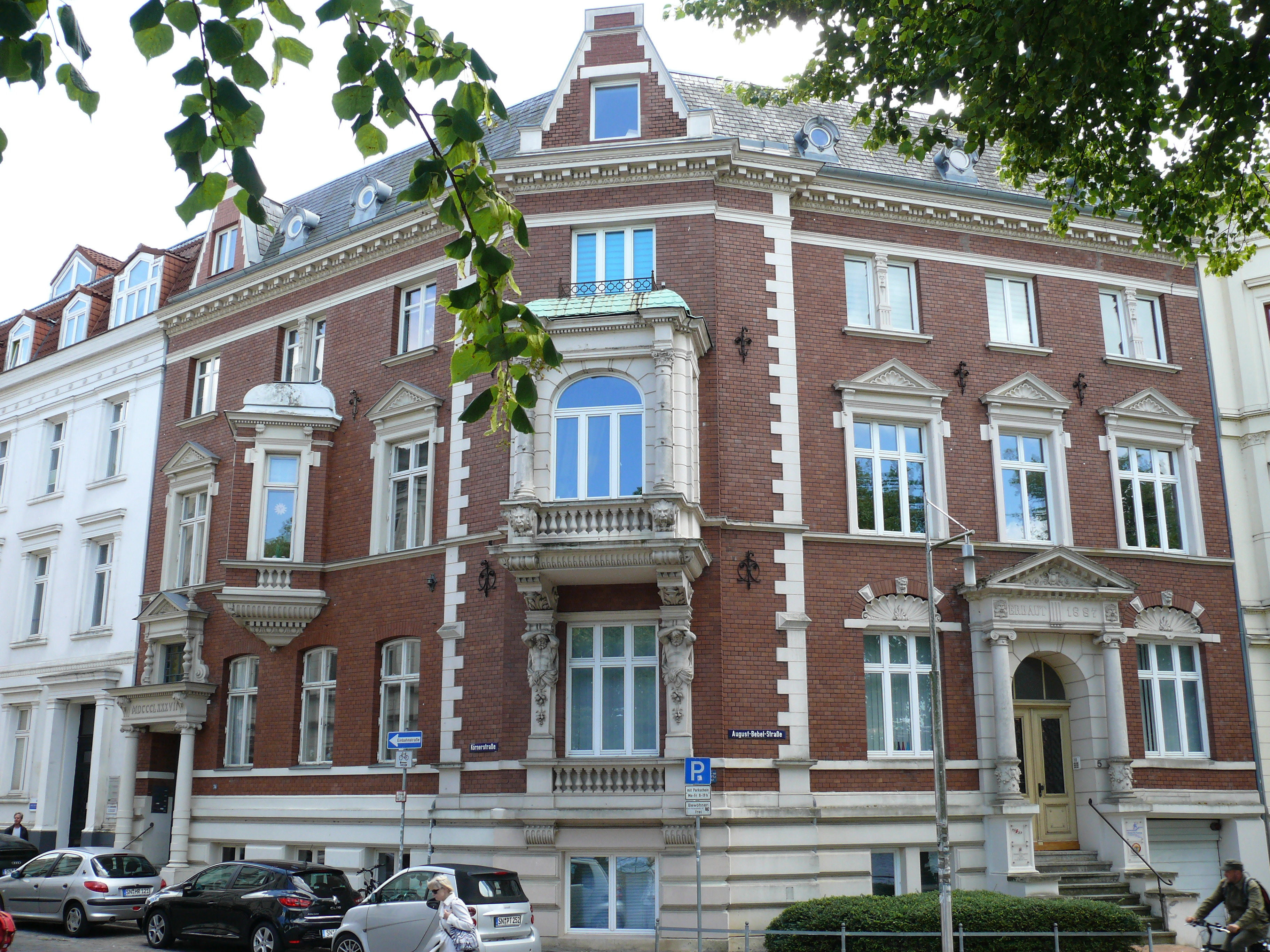
Nr. 5

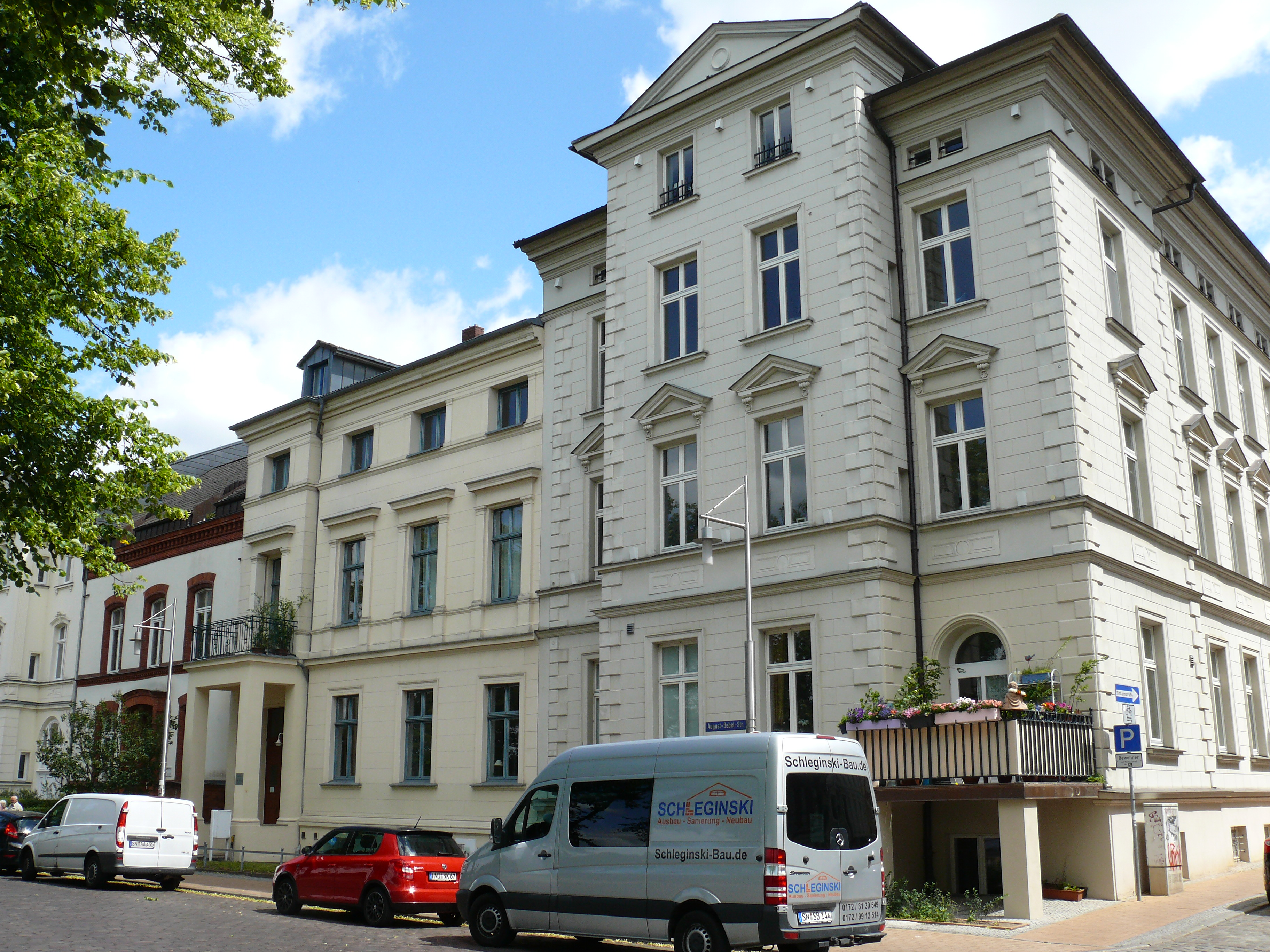
Nr. 6/7

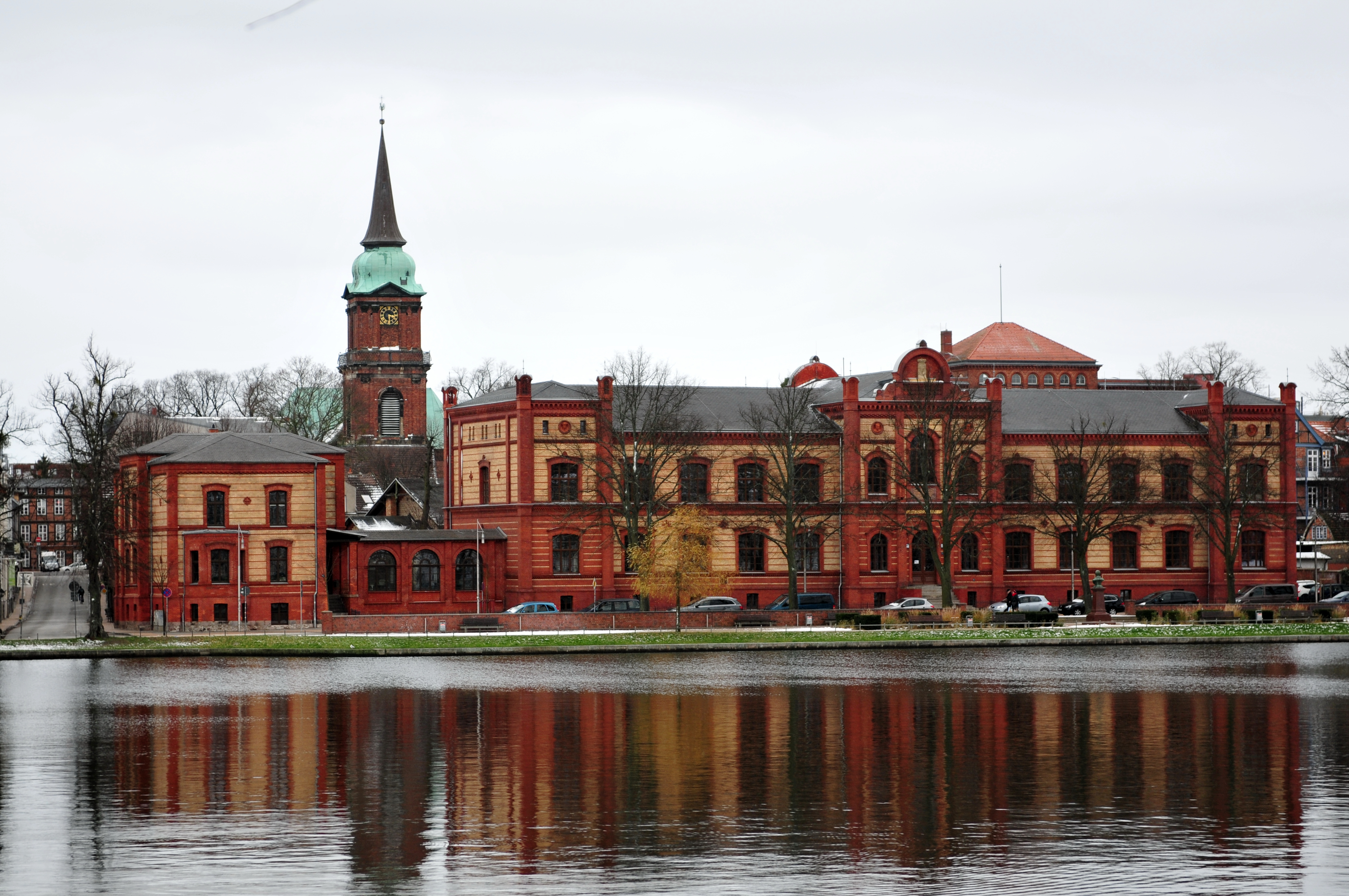
Ostblick: Pfaffenteich und Nr. 11/12

Der 12 Hektar große Pfaffenteich entstand durch Aufschüttung eines Dammes (später teilweise der Spieltordamm) wahrscheinlich schon kurz nach der Stadtgründung im 12. Jahrhundert als Mühlenteich für eine 1178 belegte Wassermühle. Die gräfliche Mühle war bis ins 19. Jahrhundert in Betrieb. Am Aubach stand eine zweite Mühle im Besitz des Domkapitels (Bischofsmühle) und war bis 1914 in Betrieb.
Nachdem 1837 Großherzog Paul Friedrich den herzoglichen Hof von Ludwigslust nach Schwerin verlegt hatte, erweiterte sich die Stadt in alle Richtungen. Vor 1840 gingen die Gärten der Apothekerstraße bis zum Pfaffenteich.
Hofbaumeister Georg Adolf Demmler begann um 1840 mit der Begradigung des Pfaffenteichufers und der Bebauung des Süd- und Westufers. Danach folgte ab den 1870er Jahren die Bebauung am Ostufer. Dazu gehörte 1868/1870 das Haus Kückenstiftung, 1870 das Gymnasium Fridericianum und 1894 das Haus der Kuetemeyerschen Stiftung, das 1942 das Standesamt wurde. Im Rahmen der Städtebauförderung im Sanierungsgebiet Schelfstadt wurde die Straße mit der Schliemann Terrasse und dem Grünstreifen um 1995/96 saniert.
Nach 1991 wurden die Wohnhäuser vermehrt auch durch Büros genutzt.
Verkehrlich wird die Straße durch die Buslinie 11 der Nahverkehr Schwerin GmbH (NVS) teilweise erschlossen.

## Gebäude, Anlagen (Auswahl)

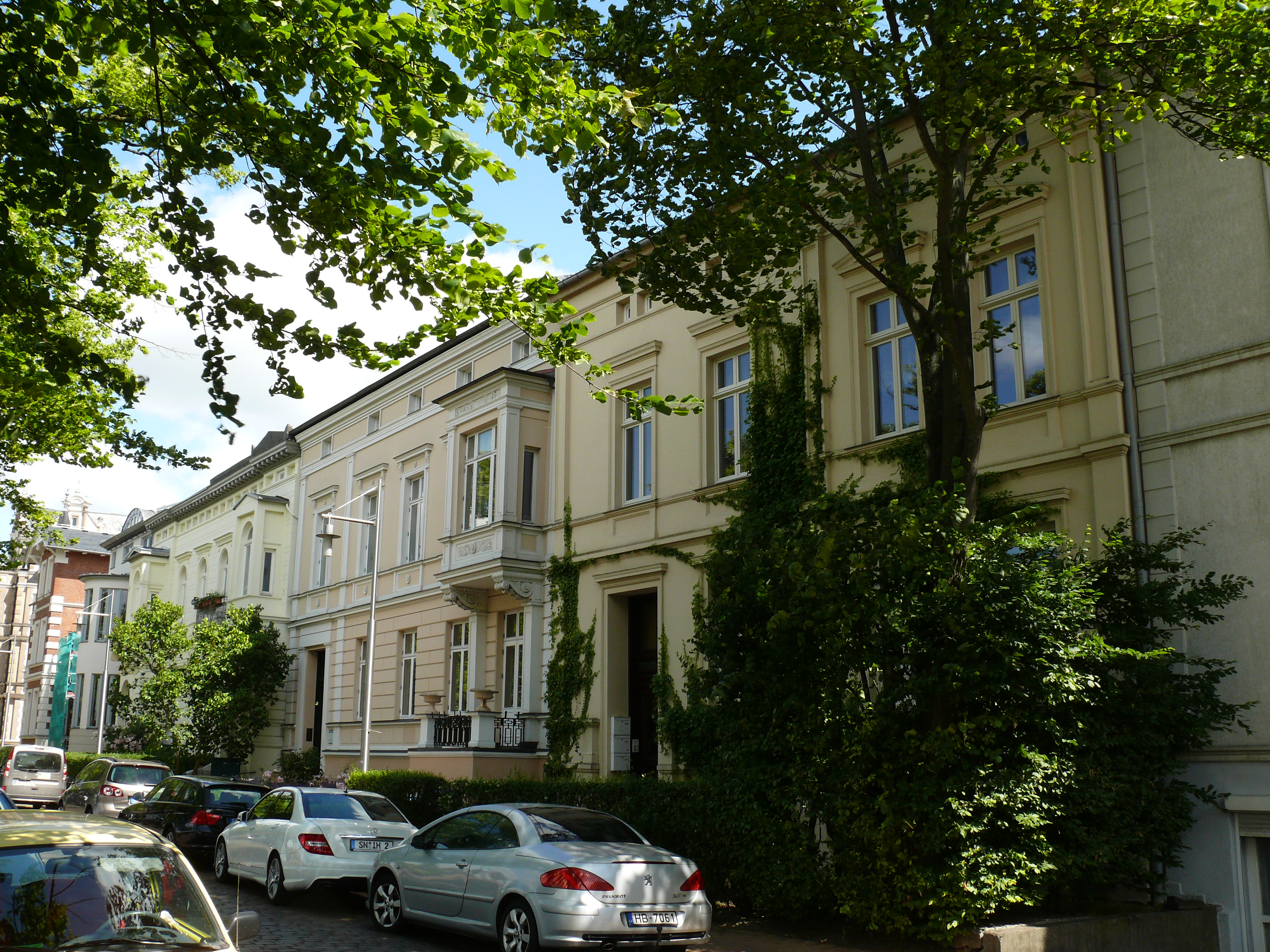
Nr. 13 bis 15

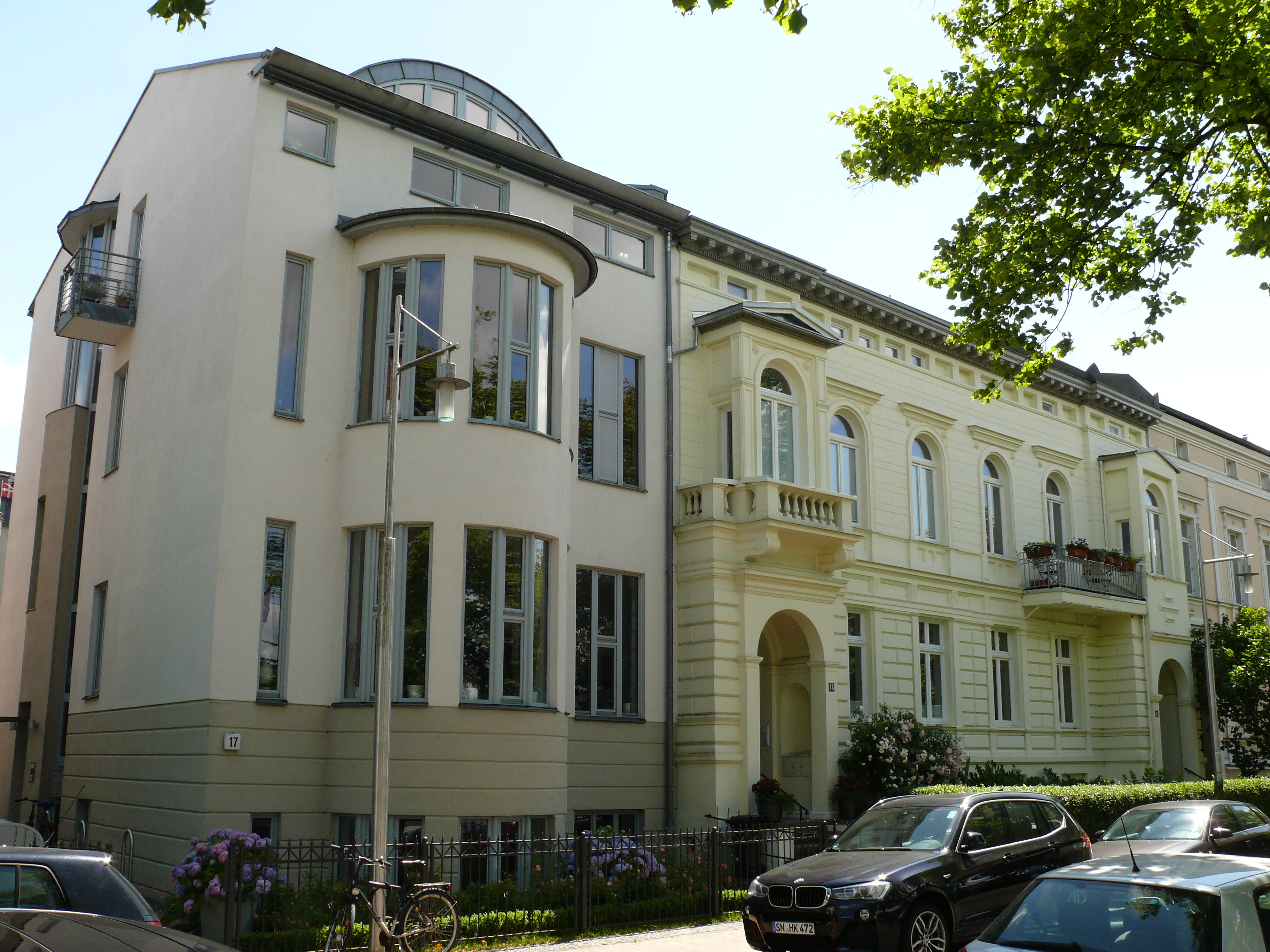
Nr. 15 bis 17

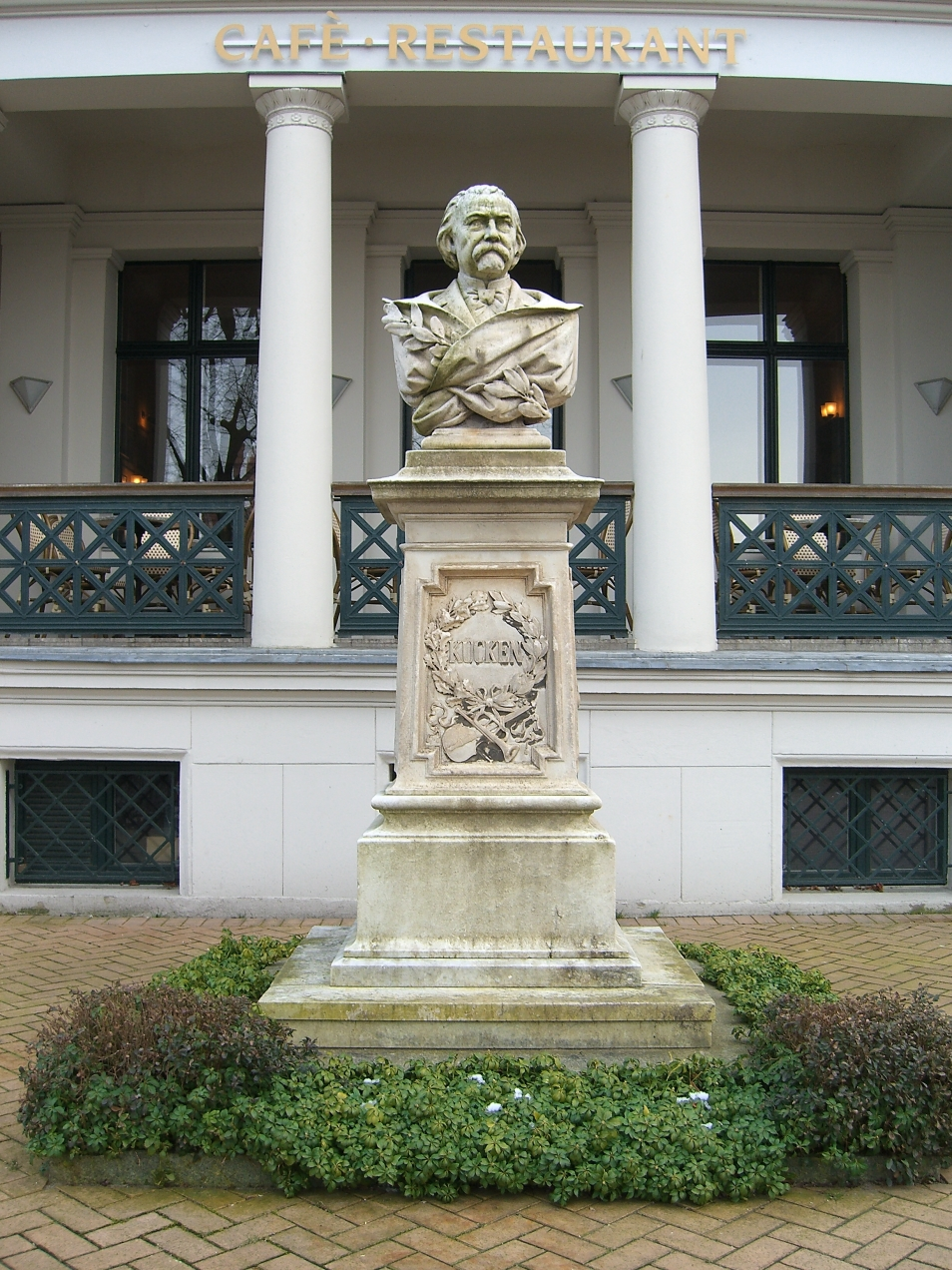
Kücken-Denkmal

An der Straße stehen zumeist zwei- und dreigeschossige Gebäude. Die mit (D) gekennzeichneten Häuser stehen unter Denkmalschutz.
- Pfaffenteich (D)
- Nr. 1 / Ecke Friedrichstraße 2: 3-gesch. neoklassizistisches ehem. Doppelwohnhaus Kückenstiftung von 1868 (oder 1870) (D) mit hohen Arkaden für Hoftischlermeister Peters; hier wohnte u. a. Hofkomponist Kücken, Notar Peters, Konditormeister Burde; heute Restaurant/Bar Friedrich’s im EG sowie das Landesstudio des ZDFs
- Nr. 2: 3-gesch. neoklassizistisches Wohnhaus (D)
- Nr. 3: 3-gesch. neoklassizistisches  Wohnhaus(D)
- Nr. 4: 3-gesch. neoklassizistisches Wohnhaus mit Praxis (D)
- Nr. 5 / Ecke Körnerstraße 24: 3- und 4-gesch. neoklassizistisches Doppelwohnhaus mit Praxis (D)
- Nr. 6: 3-gesch. Wohnhaus mit Praxis
- Nr. 7: 2-gesch. Wohnhaus mit Praxis
- Nr. 8: 3-gesch. Wohnhaus mit Büros, mit Mittelrisalit
- Nr. 9: 3-gesch. Wohnhaus mit Mittelrisalit
- Nr. 10: 3-gesch. Wohnhaus mit Büros
- Nr. 11/12: 2-gesch. verklinkertes Gebäude von 1870 (D) nach Plänen von Hermann Willebrand als ehem. Gymnasium Fridericianum Schwerin mit Mittel- und zwei Endpavillons und farblich abgesetzten Terrakotta- und Klinker-Schmuck dekoriert sowie ehem. Rektorenwohnhaus und Turnhalle an der Apothekerstraße; nach 1948/49 Goethe-Gymnasium Schwerin, seit 2013 Fachhochschule des Mittelstands (FHM) Schwerin
- Nr. 13: 3-gesch. Wohnhaus (D) mit Mezzaningeschoss
- Nr. 14: 3-gesch. Wohnhaus mit Büros (D) mit Mezzaningeschoss
- Nr. 15: 3-gesch. Wohnhaus (D) mit Mezzaningeschoss
- Nr. 16: 3-gesch. Wohnhaus (D) mit Mezzaningeschoss
- Nr. 17: 3-gesch. neues Wohnhaus mit Büros von 1996
- Nr. 18: 2-gesch. verklinkerte  historisierende Villa (D) mit quadratischen Ecktürmchen und seitlichem Giebelrisalit
- Nr. 18a: 3-gesch. barockisierendes Wohnhaus mit Praxis (D), mit zwei 4-gesch. Giebelrisaliten
- Nr. 24: 2-gesch. Wohnhaus mit Praxis im Stil der Gründerzeit mit rundem Ecktürmchen
- Nr. 26: 2-gesch. Wohnhaus mit Praxis, mit rundem Ecktürmchen wie bei Nr. 24 (D)
- Nr. 27: 2-gesch. historisierendes Wohnhaus mit Büros (D)
- Nr. 28: 2-gesch. Wohnhaus (D) mit der Dokumentations- u. Gedenkstätte
- Nr. 29: 3-gesch. historisierendes Wohn- und Verwaltungsgebäude von 1894 (D) nach Plänen von Gustav Hamann (Schwerin); bis 1941 als Haus der Kuetemeyerschen Stiftung und ab 1942 bis 2008 als Altes Standesamt Schwerin und ab 2015 nach Sanierung Haus der Ayurveda-Akademie
- Nr. 30: 3-gesch. Wohnhaus im Stil der Gründerzeit (D)
- Nr. 31: 3-gesch. Wohnhaus mit Büros im Stil der Gründerzeit  (D)
- Nr. 32: 3-gesch. historisierendes Wohnhaus (D) mit Eck-Erker
- Nr. 33 / Ecke Schweinemarkt: 3-gesch. historisierendes Wohnhaus mit Eck-Erker

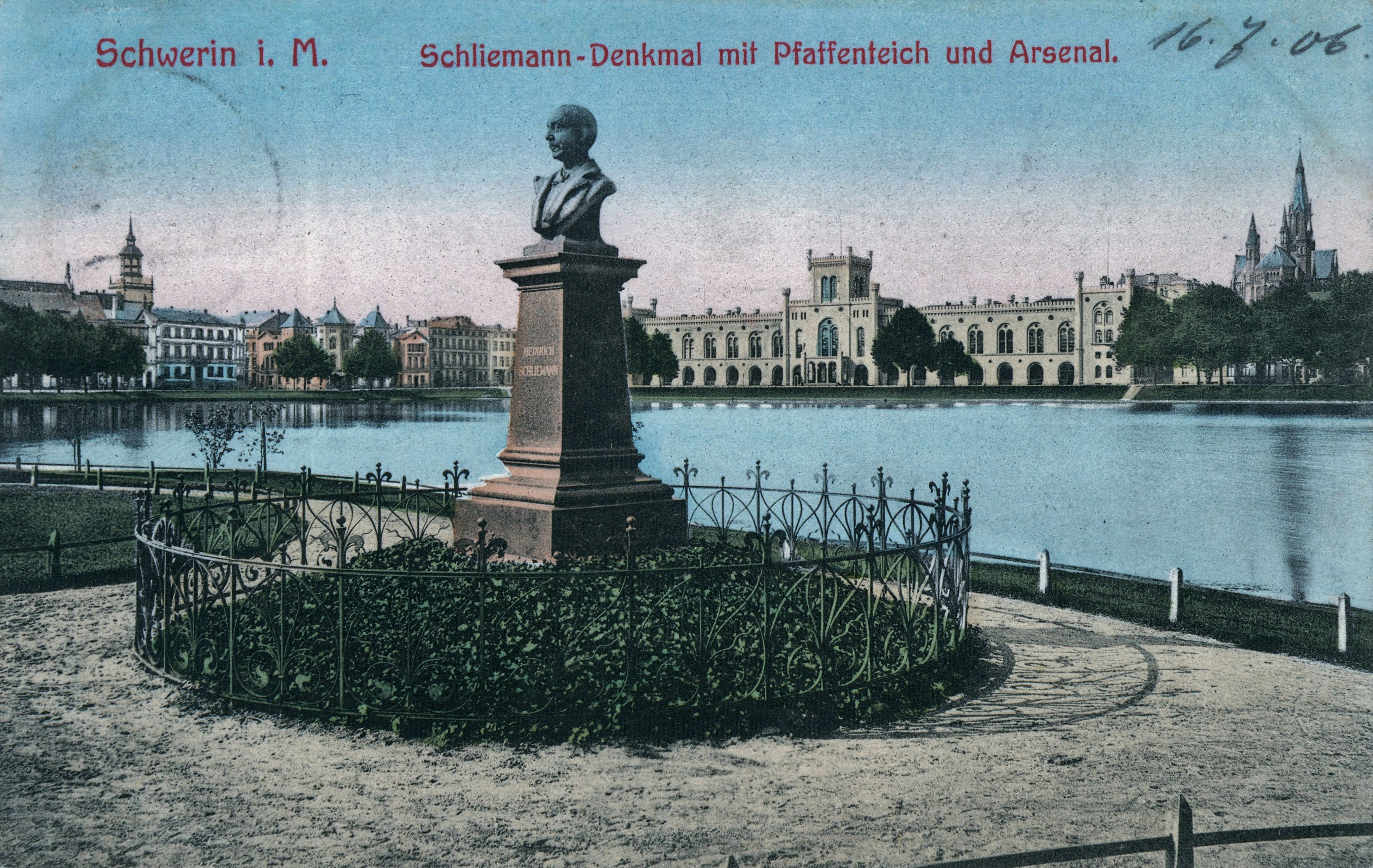
Schliemann-Denkmal

### Denkmale, Gedenken
- Nr. 1: Büstendenkmal aus Marmor für den Komponisten Friedrich Wilhelm Kücken im Vorgarten, 1885 von Ludwig Brunow
- Büstendenkmal für Heinrich Schliemann, 1895 von Hugo Berwald (gestohlen), 2012 Bronze-Nachguss von Bernd Streiter
- Bronzene Skulptur einer Sauengruppe mit Ferkeln auf dem Schweinemarkt, 1995 von Hans Werner Könecke

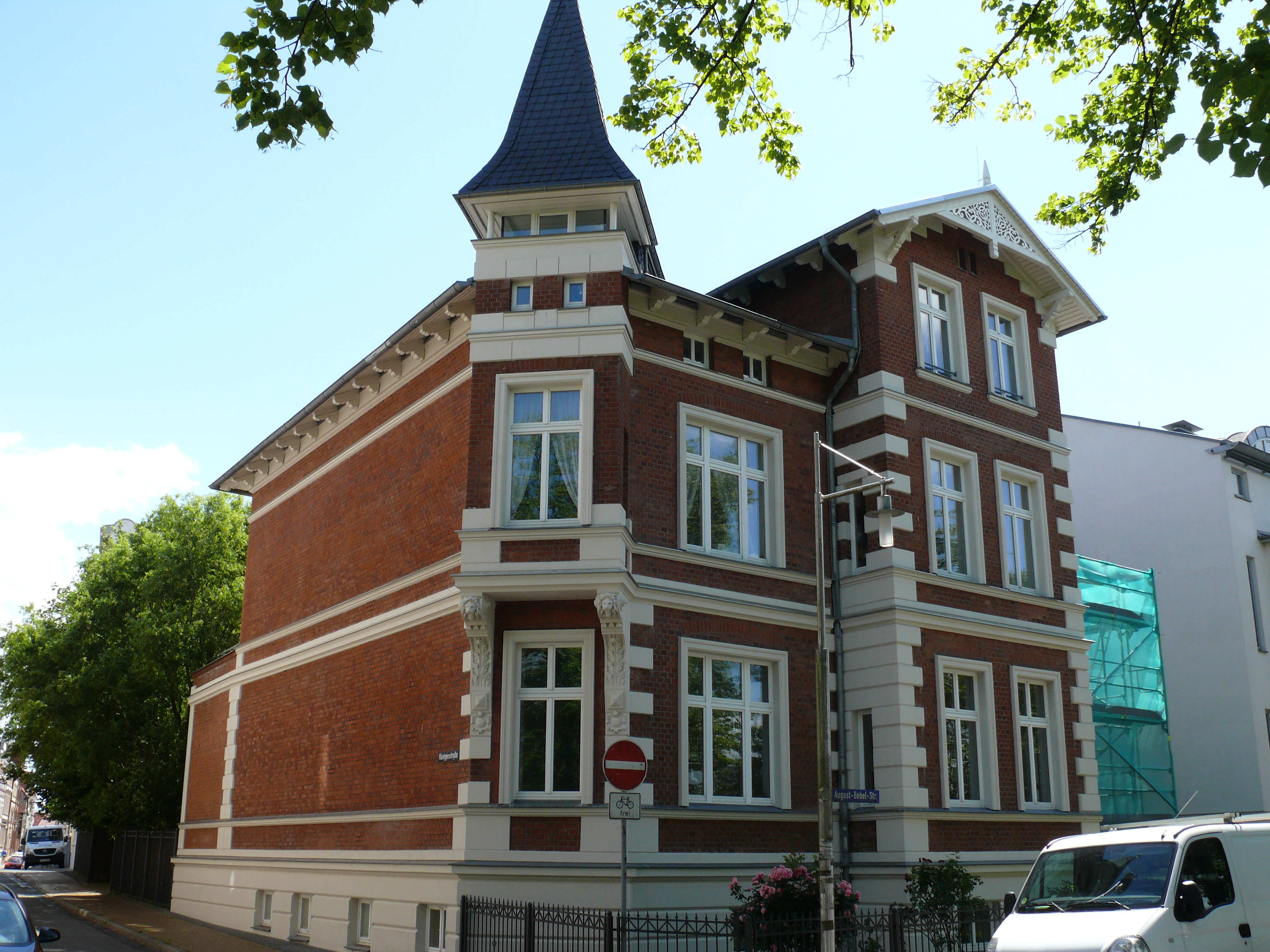
Nr. 18
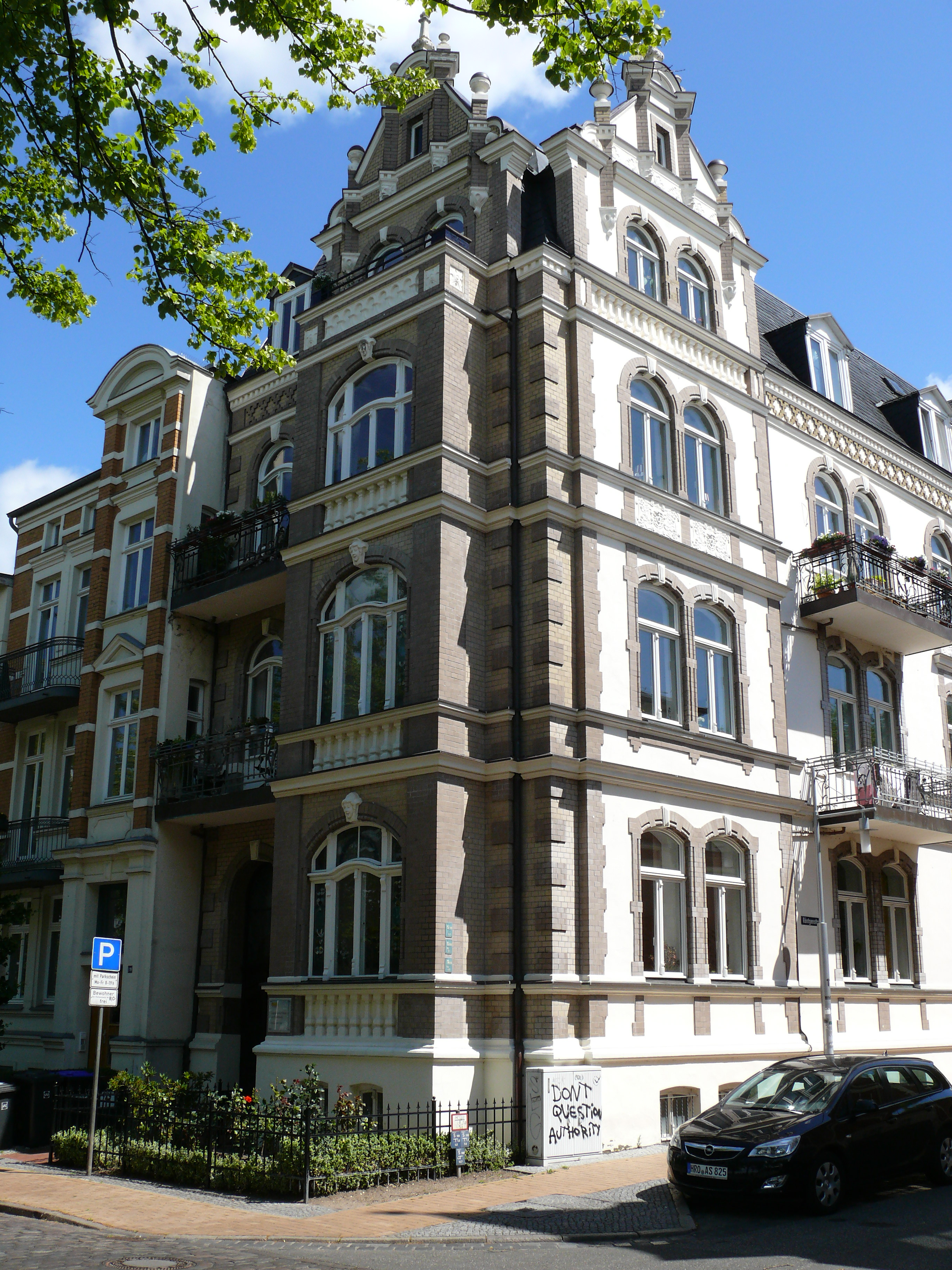
Nr. 18a
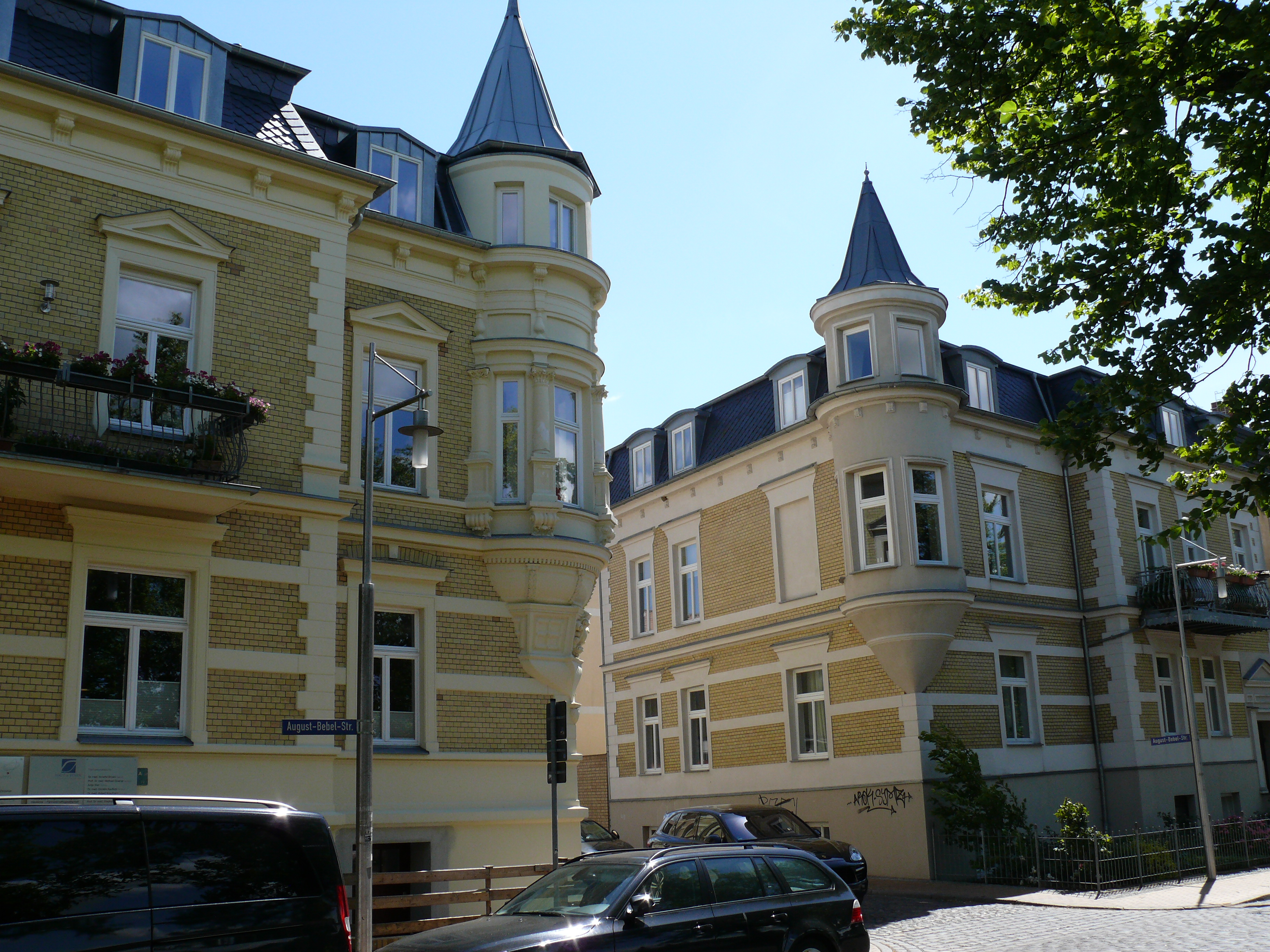
Nr. 24 + 26
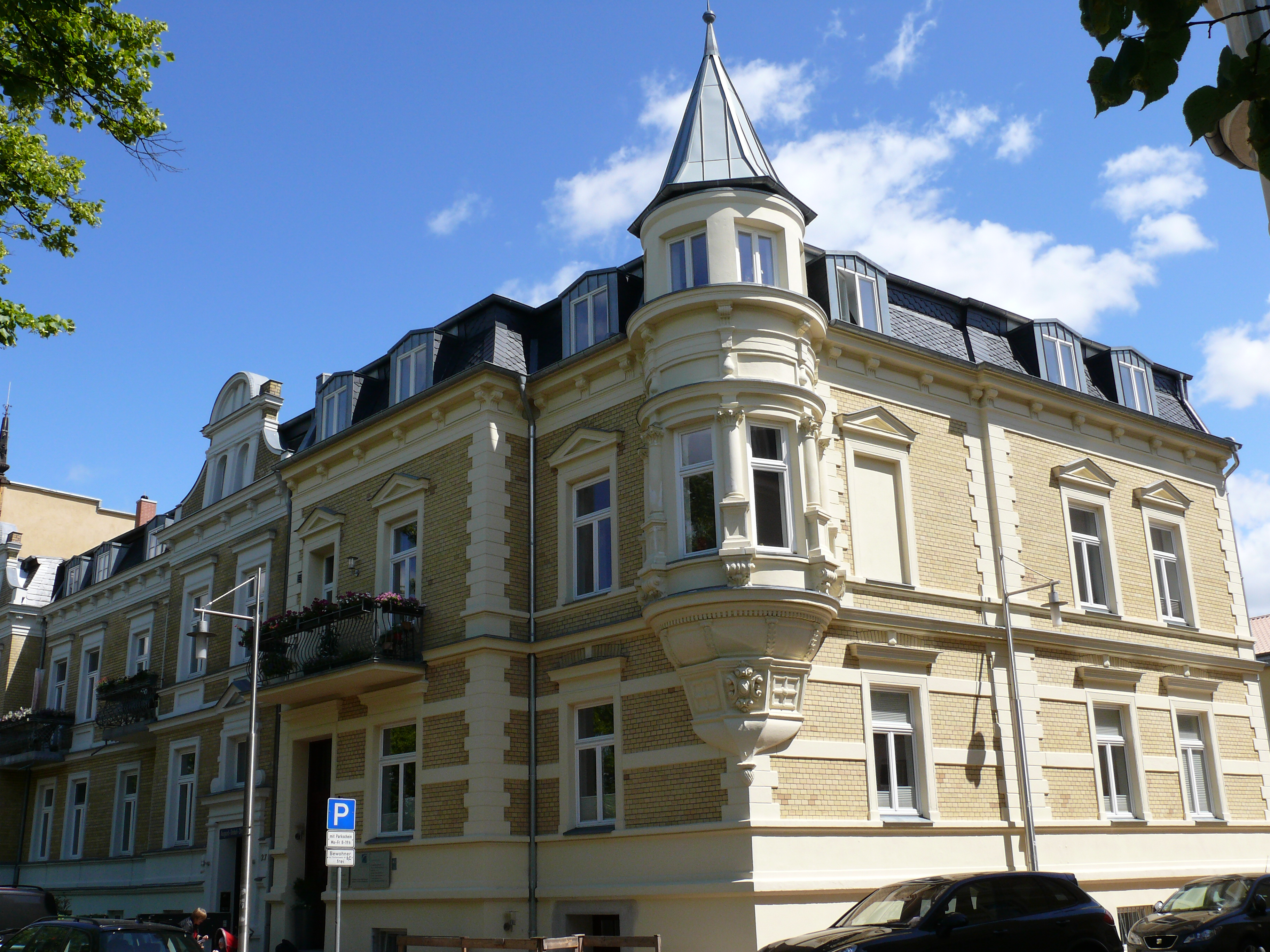
Nr. 26 + 27
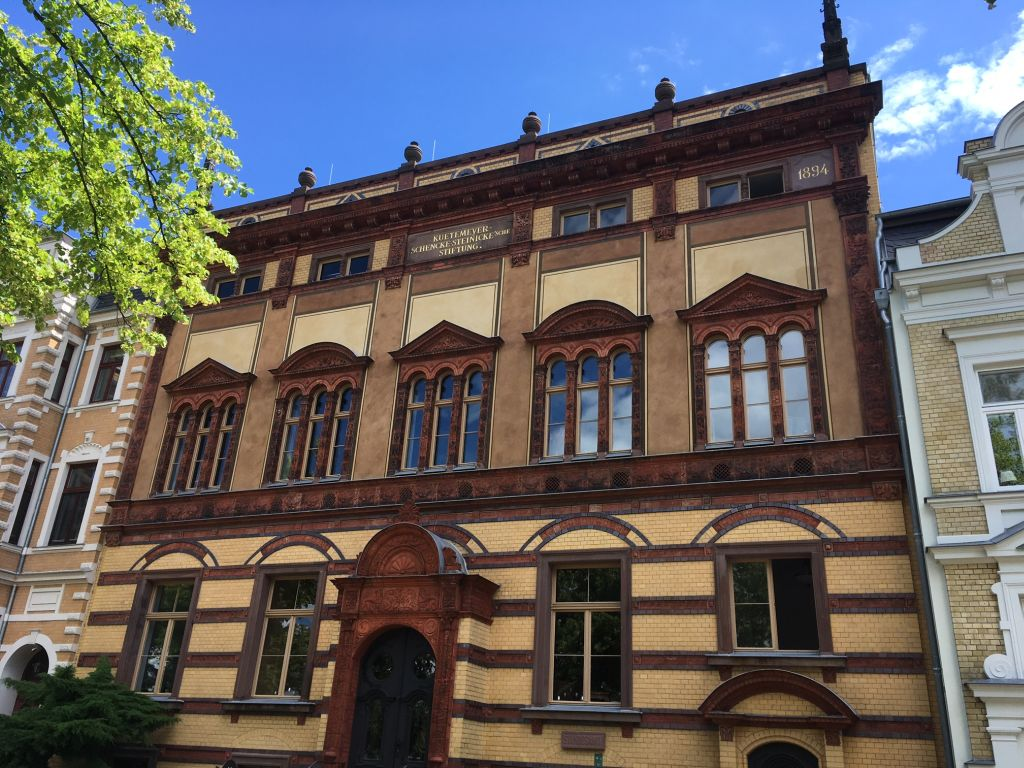
Nr. 29: Standesamt
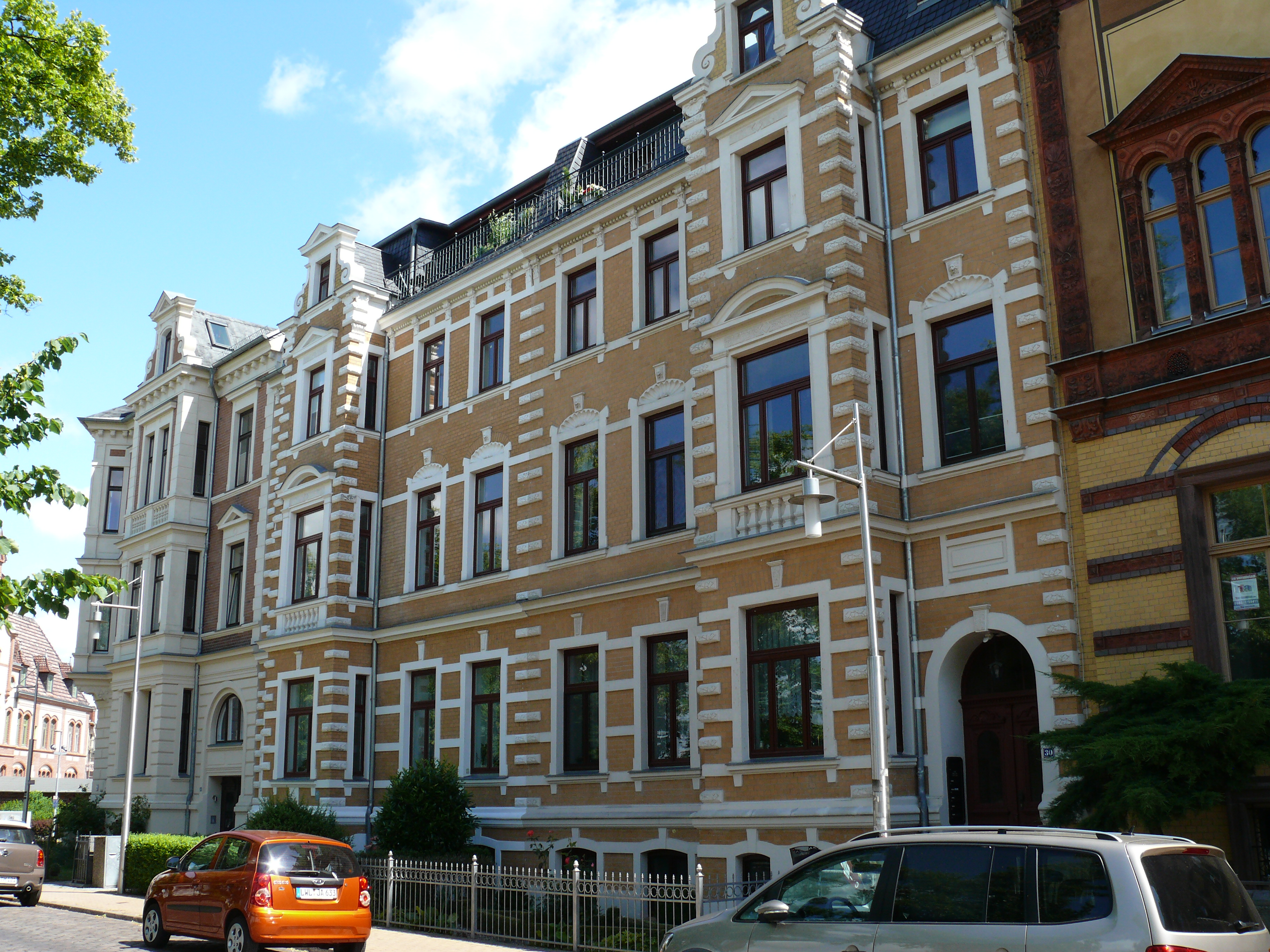
Nr. 30 + 31
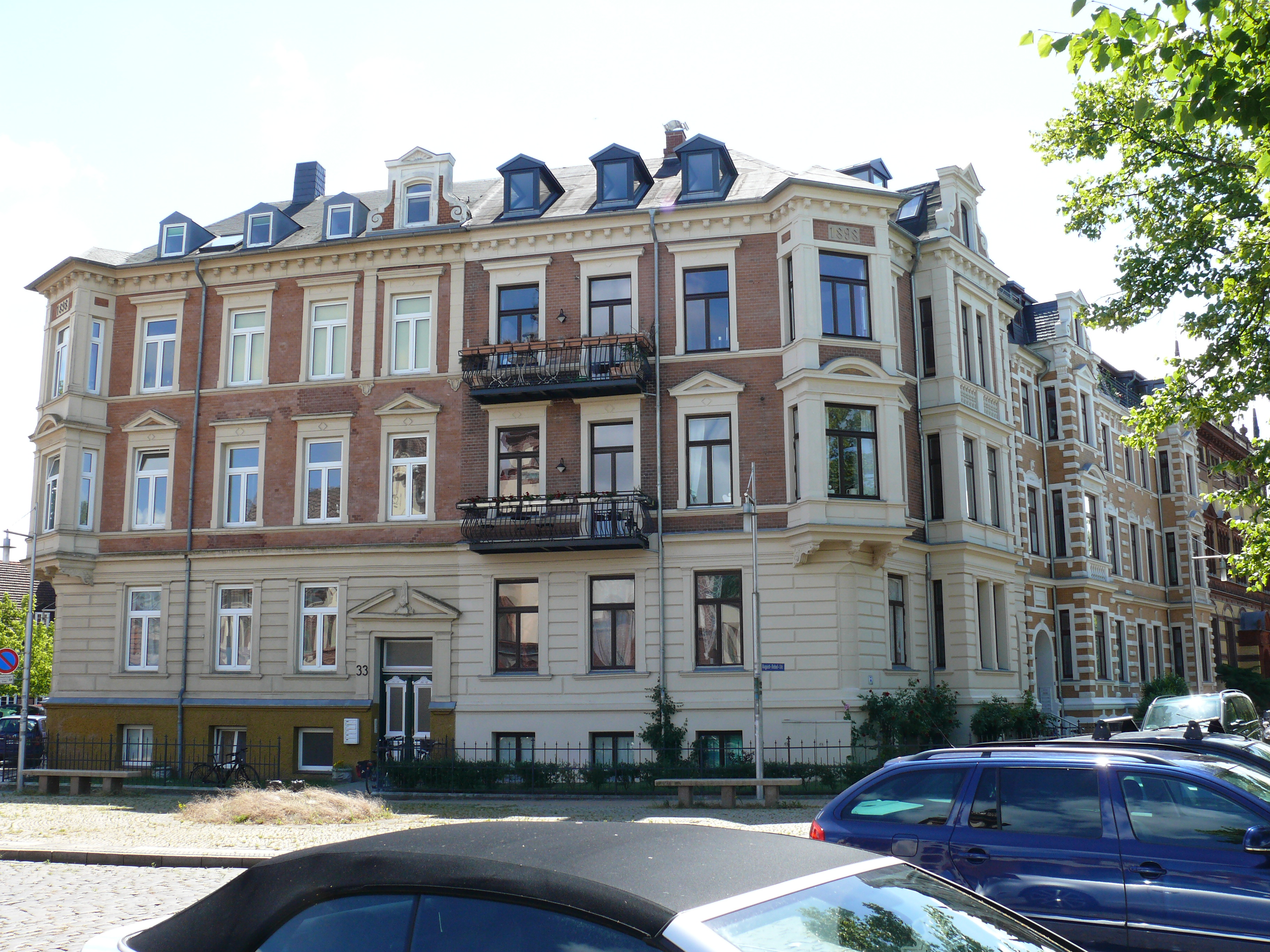
Nr. 32 + 33
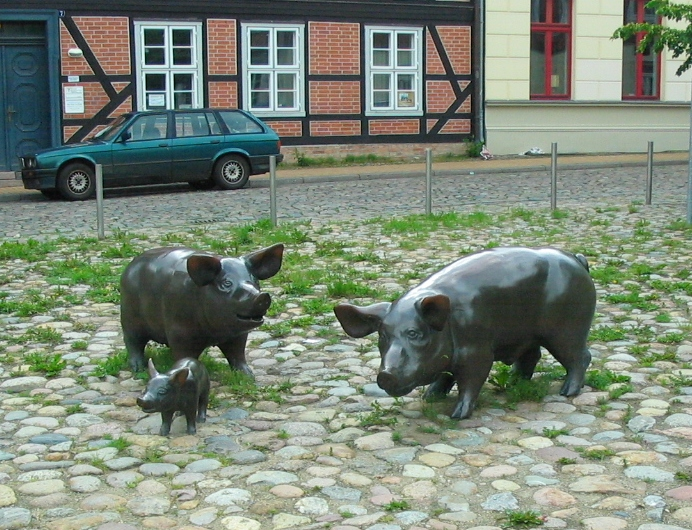
Schweinemarkt